# Kabinet-Klima
De Oostenrijkse Bondsregering-Klima regeerde van 28 januari 1997 tot 4 februari 2000. Het kabinet was een coalitie van de Sozialistische Partei Österreichs (SPÖ) en de Österreichische Volkspartei (ÖVP) en stond onder leiding van bondskanselier Viktor Klima (SPÖ). Zijn vicekanselier was Wolfgang Schüssel (ÖVP).
Het terugtreden van Franz Vranitzky in januari 1997 als bondskanselier leidde tot de formatie van een nieuwe bondsregering van SPÖ en ÖVP door Viktor Klima. Klima, een partijgenoot van Vranitzky en tot dan toe bondsminister van Financiën, werd op 28 januari 1997 door bondspresident Thomas Klestil benoemd tot bondskanselier. Ten opzichte van het vorige kabinet valt op dat het aantal ministersposten is teruggedrongen.

## Kabinet–Klima (1997–2000)
| Ambtsbekleder                         | Ambtsbekleder      | Ambtsbekleder               | Functie(s)                                 | Ambtstermijn     | Ambtstermijn     | Partij(en) |
| ------------------------------------- | ------------------ | --------------------------- | ------------------------------------------ | ---------------- | ---------------- | ---------- |
|                                       | Viktor Klima       | Viktor Klima (1947)         | Bondskanselier                             | 28 januari 1997  | 4 februari 2000  | SPÖ        |
|                                       | Wolfgang Schüssel  | Wolfgang Schüssel (1945)    | Vicekanselier                              | 5 mei 1995       | 4 februari 2000  | ÖVP        |
| Minister van Buitenlandse Zaken       | Wolfgang Schüssel  | Wolfgang Schüssel (1945)    |                                            | 5 mei 1995       | 4 februari 2000  | ÖVP        |
|                                       | Karl Schlögl       | Karl Schlögl (1955)         | Minister van Binnenlandse Zaken            | 28 januari 1997  | 4 februari 2000  | SPÖ        |
|                                       | Rudolf Edlinger    | Rudolf Edlinger (1940–2021) | Minister van Financiën                     | 28 januari 1997  | 4 februari 2000  | SPÖ        |
|                                       |                    | Nikolaus Michalek (1940)    | Minister van Justitie                      | 18 december 1990 | 4 februari 2000  | O          |
|                                       | Johann Farnleitner | Johann Farnleitner (1939)   | Minister van Economische Zaken             | 28 januari 1997  | 4 februari 2000  | ÖVP        |
|                                       | Werner Fasslabend  | Werner Fasslabend (1944)    | Minister van Defensie                      | 18 december 1990 | 4 februari 2000  | ÖVP        |
|                                       | Eleonora Hostasch  | Eleonora Hostasch (1944)    | Minister van Volksgezondheid               | 28 januari 1997  | 4 februari 2000  | SPÖ        |
| Minister van Sociale Zaken            | Eleonora Hostasch  | Eleonora Hostasch (1944)    |                                            | 28 januari 1997  | 4 februari 2000  | SPÖ        |
| Minister van Arbeid                   | Eleonora Hostasch  | Eleonora Hostasch (1944)    |                                            | 28 januari 1997  | 4 februari 2000  | SPÖ        |
|                                       | Elisabeth Gehrer   | Elisabeth Gehrer (1942)     | Minister van Onderwijs                     | 5 mei 1995       | 11 januari 2007  | ÖVP        |
|                                       | Caspar Einem       | Caspar Einem (1948–2021)    | Minister van Transport                     | 28 januari 1997  | 4 februari 2000  | SPÖ        |
| Minister voor Wetenschap en Onderzoek | Caspar Einem       | Caspar Einem (1948–2021)    | 15 februari 1997                           | 28 januari 1997  |                  | SPÖ        |
|                                       | Wilhelm Molterer   | Wilhelm Molterer (1955)     | Minister van Landbouw                      | 30 november 1994 | 28 februari 2003 | ÖVP        |
|                                       | Martin Bartenstein | Martin Bartenstein (1953)   | Minister voor Milieu                       | 5 mei 1995       | 4 februari 2000  | ÖVP        |
| Minister voor Jeugd en Gezin          | Martin Bartenstein | Martin Bartenstein (1953)   | 28 januari 1997                            |                  | 4 februari 2000  | ÖVP        |
|                                       | Barbara Prammer    | Barbara Prammer (1954–2014) | Minister voor Vrouwen Zaken en Consumenten | 26 februari 1997 | 4 februari 2000  | SPÖ        |

Renner · Figl I · Figl II · Figl III · Raab I · Raab II · Raab III · Raab IV · Gorbach I · Gorbach II · Klaus I · Klaus II · Kreisky I · Kreisky II · Kreisky III · Kreisky IV · Sinowatz · Vranitzky I · Vranitzky I · Vranitzky III · Vranitzky IV · Vranitzky V · Klima · Schüssel I · Schüssel II · Gusenbauer · Faymann I · Faymann II · Kern · Kurz I · Bierlein · Kurz II · Schallenberg · Nehammer · Stocker